# Humo
HUMO — популярный бельгийский журнал, посвящённый новостям музыки и телевидения.

## История возникновения
Журнал был впервые опубликован в 1936 году под названием Humoradio (что в переводе означает словослияние слов «юмор» и «радио») и представлял собой голландский аналог французского журнала Le Moustique, ныне Télémoustique. Во время Второй мировой войны (период  с 1940 по 1944 годы) печать журнала была временно приостановлена. В 1958 году, когда телевидение начало охватывать бо́льшую аудиторию в стране, журнал был переименован в Humo. Журнал печатается на еженедельной основе.
HUMO, в своём нынешнем виде, начал издаваться с 1969 года, когда его главным редактором стал Гай Мортье. Он придал журналу игривый комедийный тон, сделал больший акцент на статьях о рок-музыке — чем привлёк левую, прогрессивную аудиторию. В период руководства Мортье в журнале появились многие колонки, комиксы и серии интервью, которые теперь считаются классикой и до сих пор публикуются в HUMO. Также с подачи Мортье были организованны ежегодные культурные мероприятия, среди них ежегодный поп-опрос (публикуется с 1967 года), в котором читатели журнала выбирают любимые радиошоу, телешоу, музыкальные группы и т.д. Еще одним ежегодным мероприятием журнала является Humo's Rock Rally — конкурс для молодых рок-групп. HUMO также спонсирует фестиваль Rock Werchter с момента его образования в 1977 году. В 2003 году Мортье вышел на пенсию.
Карикатуристом издания является бельгийский художник Камагурка, чей стиль повлиял на культовый статус журнала. Именно он придумал талисманов журнала — Берта и Ковбоя Хенка, они оба фигурируют в еженедельной серии комиксов.
Долгое время журнал издавался медиагруппой Sanoma, однако в мае 2015 года он был приобретен компанией De Persgroep.